# Het Nieuwe Verlaat

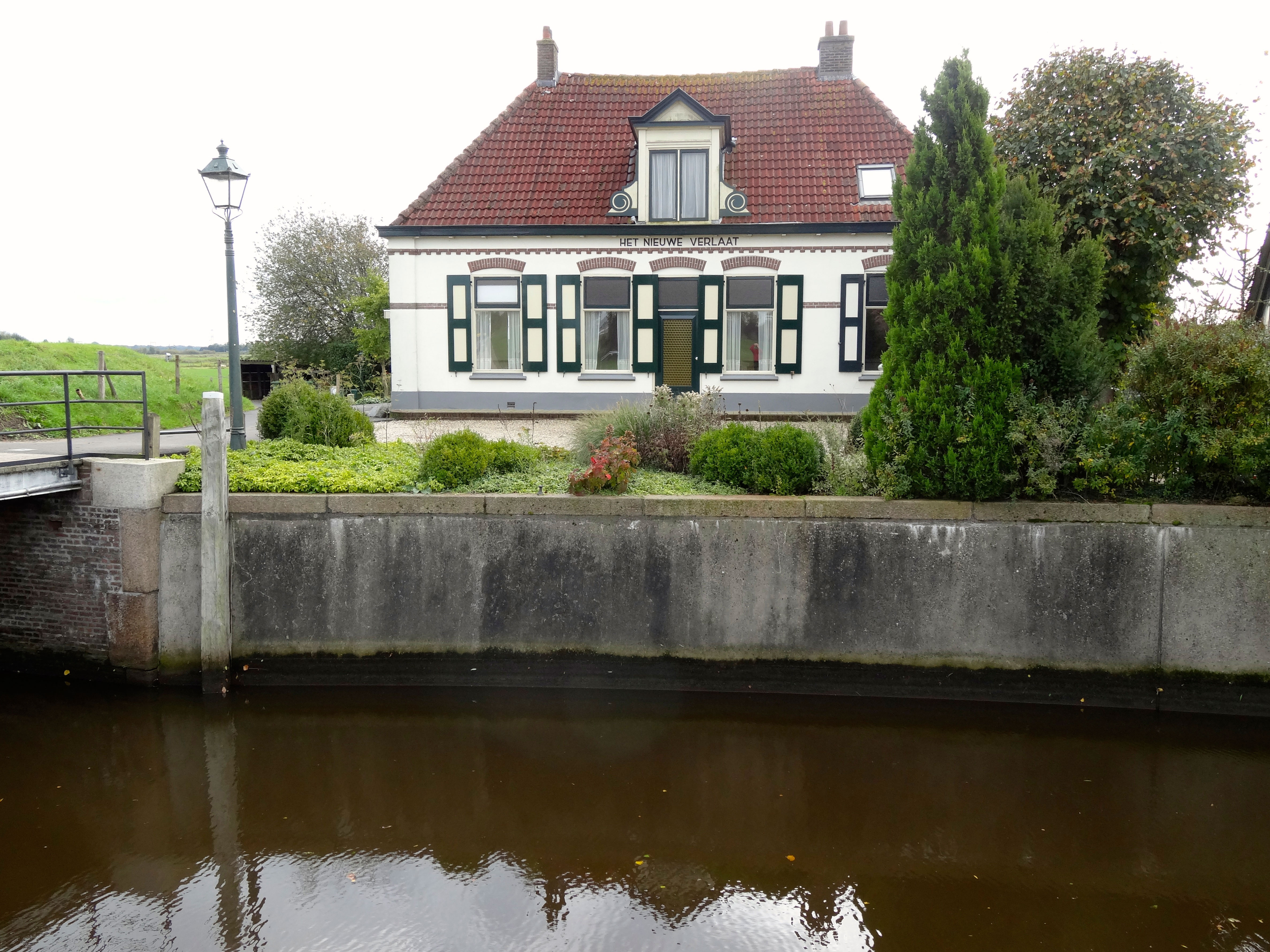
Het Nieuwe Verlaat anno 2013

Het Nieuwe Verlaat is een schutsluis tussen de Nieuwe Vecht en de Kolk van Koezen, die deel uitmaakt van de Overijsselse Vecht.

## Geschiedenis
Vrijwel direct na het graven van de Nieuwe Vecht werd op deze plaats in 1602 een nieuwe schutsluis gebouwd. De ovale vorm van de schutkolk dateert uit 1877. In 1914 werd de sluis geheel vernieuwd. In 1987 vond er een restauratie plaats. De sluis is sinds 1998 erkend als rijksmonument onder meer vanwege de zeldzame ovale vorm van de schutkolk, de betonnen kolkwanden en de gaafheid van het sluiscomplex.
Bij het sluiscomplex staat de sluiswachterswoning "Het Nieuwe Verlaat". In de 18e eeuw was dit een schipperscafé. Het huis werd door meerdere generaties van de familie Koezen bewoond. De naastgelegen kolk, de Kolk van Koezen, dankt hier haar naam aan.
De bij het sluiscomplex behorende ophaalbrug werd door de Duitsers tijdens de Tweede Wereldoorlog vernietigd. De ophaalbrug werd vervangen door een vaste brug.